# District de Nanhu
Le district de Nanhu (南湖区 ; pinyin : Nánhú Qū) est une subdivision administrative de la province du Zhejiang en Chine. Il est placé sous la juridiction de la ville-préfecture de Jiaxing.